# قاي بيرثيوم
قاي بيرثيوم هو مؤرخ كندي، ولد في 1950 في مونتريال في كندا.